# Лань Оксана Богданівна
Окса́на Богда́нівна Ла́нь  (нар. 9 лютого 1961, Львів) — українська хореографка і педагогиня. Членкиня Національної спілки хореографів України. Заслужений діяч естрадного мистецтва України (2011).

## Життєпис
1982 — закінчила Львівський поліграфічний інститут.
1991 — закінчила Київський інститут культури (викладачі Анелія Обертинська, Володимир Толубко).
З 1979 року живе у Львові. З 1979 до 1981 працювала солісткою першого в Україні колективу сучасної хореографії «Рок-балет» Палацу молоді «Романтик».
1983—1984 — керівниця ансамблю сучасного танцю «Фантазія».
1985—1991 — засновниця і керівниця народного ансамблю естрадного танцю «Фестиваль» Будинку культури Львівського автобусного заводу.
З 1991 — засновниця і керівниця модерн-балету «Акверіас», для якого створила понад 60 композицій.
1995 року першою в Україні поєднує джаз–модерн–танець з елементами українського фольклору у композиції «Галицька сюїта — Львівські квітникарки».
З 1996 як хореографка співпрацює з Софією Ротару.
1997 на базі балету «Акверіас» заснувала однойменну дитячо-юнацьку школу-студію сучасного танцю.
З 2010 викладає у Львівському національному університеті імені Івана Франка, з 2011 є доцентом кафедри режисури і хореографії (факультет культури і мистецтв).
Гастролювала в США, Туреччині, Болгарії, Польщі, Німеччині, Росії.

## Хореографічні вистави
- «Даруючий щастя» (1987)
- «Зодіак одної ночі» (1989)
- «Несказане…, або Дещо про кохання» (1997)

## Композиції
- «Agreement» (1992)
- «Пастка» (1993)
- «Танці на пагорбах» (1994)
- «Дзвін» (1995)
- «Безумство», «Хор» (1996)
- «Ритми Карпат» (2000)
- «Спогад» (2008)
- «Поклик кохання» (2009)

## Постановка хореографії у театрах
- «Крайслер Імперіал» Ю. Андруховича, В. Неборака, О. Ірванця (Бу-Ба-Бу) (1988)
- «Кармен» за П. Меріме (1990)
- «Вірую» на музику Ю. Саєнка (1992)
- «Дон Жуан з Коломиї» за творами Л. фон Захер-Мазоха (1995)
- «Ісус, син Бога живого» за сюжетами Євангелій (1996)
- «Благовіщення Марії» П. Клоделя (1997)
- «Мірандоліна» К. Ґольдоні (1997)
- «Офіра» за Ю. Липою (2004)
- Кінокартина «Аляска, сер!» (1992).

## Нагороди та звання
- 1995 — диплом «За оригінальну хореографію» на Всеукраїнському фестивалі «Пісенний вернісаж» за композицію «Галицька сюїта — Львівські квітникарки».
- 2002 — членкиня Асоціації діячів естрадного мистецтва України.
- 2003 — членкиня Національної спілки хореографів України.
- 2011 — Заслужена діячка естрадного мистецтва України.